# 星美文化
星美文化集團控股有限公司，簡稱星美文化集團控股、星美文化集團和星美文化（英語：SMI Culture Group Holdings Limited，港交所：2366），於1995年，由前主席黃宜弘和梁鳳儀於香港（總部）成立「勤+緣文化產業（香港）有限公司」，該公司前身為「勤+緣媒體服務有限公司」，他們當時本公司主要股東。
主要業務是中國大陸媒體服務，包括電視節目類、市場推廣類、公共關係類等，該股份在2004年6月30日於港交所主板上市。
最大控股公司為星美國際集團有限公司。

## 外部連結
- smiculture2366.com （页面存档备份，存于）